# Mikhaïl Konovàlov
Mikhaïl Ivanovitx Konovàlov, nascut el 13 de novembre de 1858 a Budikhino, óblast de Iaroslavl, Rússia, i traspassat el 25 de desembre de 1906 a Kíev, fou un destacat químic orgànic rus.

## Biografia
Mikhail Konovàlov es graduà a la Universitat de Moscou a la Facultat de Física i Matemàtiques on fou alumne del destacat químic Vladimir Markovnikov.
Fou professor de química inorgànica i de química analítica a l'Institut Agrícola de Moscou. A continuació fou professor de química a l'Institut Politècnic de Kíev, i dos anys el seu director, fou professor de cursos d'agricultura a Kíev, participà en l'organització a Moscou i Kíev de conferències per als treballadors.

## Obra
Defensà la seva tesi d'especialització el 1889 sota el nom de “Cicloalcans, hexahidrobenzens i els seus derivats” on hi formulava importants principis sobre la naturalesa dels cicloalcans i que es podien considerar com a anells aromàtics als quals s'havien afegit àtoms d'hidrogen.
El 1888, Konovàlov descobrí que l'àcid nítric diluït reacciona amb els cicloalcans produint nitrocomposts (reacció de Konovàlov). Aquests estudis foren la base de la seva tesi doctoral: “Acció de nitració de l'àcid nítric sobre els hidrocarburs saturats” el 1893.